# ダランビア・ゴクール
ダランビア・“ダラム”・ゴクール（英語: Dharambeer "Dharam" Gokhool, 1949年10月25日 - ）は、モーリシャスの政治家。2024年12月7日から同国大統領（第8代）を務める。

## 経歴
1949年にヒンドゥー教の家庭で生まれる。幼少期は優等生としての待遇を受け、1975年にデリー大学を卒業。帰国後、モーリシャス大学で准教授として教鞭を取っていた。
ゴクールは1976年に政界進出。1982年、彼は闘争運動及びモーリシャス社会党（PSM）の連立政権の一員として国民議会議員に当選し、連立政権は大勝利。連立政権解散後、ゴクールは闘争運動に残ったものの、1983年に国民議会議員に落選。1991年に闘争運動推薦で国民議会議員に返り咲くも闘争運動を離党し、労働党に入党する。
1991年から1993年までヴァコア・フェニックス市長を務め、1993年から1994年まで議会書記を務めた。2003年に労働党政策担当秘書を務め、2004年から2005年まで労働党事務局長に就任。ナビン・ラムグーラム政権下で、ゴクールは2005年から2008年まで教育大臣に任命され、2008年から2010年までは産業科学研究大臣を務めた。2014年の選挙後、ゴクールは副大統領候補になったが、落選。
2024年、ゴクールはモーリシャス大統領候補となり、国民議会の満場一致で選出された。

## 栄典

### 勲章
以下の勲章は歴代大統領に贈与されている。
- インド洋星鍵勲章司令官（モーリシャス）
- インド洋星鍵勲章大十字（モーリシャス）